# Isochariesthes euchromoides
Isochariesthes euchromoides är en skalbaggsart som först beskrevs av Stefan von Breuning 1981.  Isochariesthes euchromoides ingår i släktet Isochariesthes och familjen långhorningar. Inga underarter finns listade i Catalogue of Life.